# Saison 2020-2021 des Kings de Los Angeles
Autres saisons
Saison précédente Saison suivante
La saison 2020-2021 des Kings de Los Angeles est la 54e saison de hockey sur glace jouée par la franchise dans la Ligue nationale de hockey. Cette saison est particulière, à cause de la pandémie de la Covid-19, débute en janvier et se dispute sur un calendrier condensé de 56 matchs.

## Avant-saison

### Contexte
La direction des Kings a admis que les glorieuses années de leur joueurs vedettes sont passées. Ils ont entamé un sérieux processus de renouvellement de l’effectif ces deux dernières années et plusieurs jeunes vont avoir l’occasion de montrer leur talent. Toujours bien entourés par les anciens doubles vainqueurs de la Coupe Stanley que sont Dustin Brown, Jeffrey Carter, Drew Doughty et Jonathan Quick.

### Mouvements d’effectifs

#### Transactions
| Date             | Acquisition des Kings | Partenaire d'échange   | Acquisition du partenaire                                                                         |
| ---------------- | --- | ---------------------- | ------------------------------------------------------------------------------------------------- |
| 4 octobre 2020   | Olli Määttä | Blackhawks de Chicago  | Brad Morrison                                                                                     |
| 7 octobre 2020   | Lias Andersson | Rangers de New York    | un choix de deuxième tour au repêchage de 2020                                                    |
| 27 mars 2021     | Brendan Lemieux | Rangers de New York    | un choix de quatrième tour au repêchage de 2021                                                   |
| 29 mars 2021     | Christian Wolanin | Sénateurs d'Ottawa     | Michael Amadio                                                                                    |
| 12 avril 2021    | un choix conditionnel de deuxième tour au repêchage de 2022 et un choix conditionnel de troisième tour au repêchage de 2023 | Penguins de Pittsburgh | Jeffrey Carter                                                                                    |
| 1er juillet 2021 | Viktor Arvidsson | Predators de Nashville | un choix de deuxième tour au repêchage de 2021 et un choix de troisième tour au repêchage de 2022 |

#### Signatures d'agent libre
| Joueur             | Date             | Ancienne franchise     | Durée du contrat |
| ------------------ | ---------------- | ---------------------- | ---------------- |
| Mark Alt           | 10 octobre 2020  | Avalanche du Colorado  | 1 an             |
| Troy Grosenick     | 10 octobre 2020  | Predators de Nashville | 1 an             |
| Quinton Byfield    | 16 octobre 2020  | Wolves de Sudbury      | 3 ans            |
| Andreas Athanasiou | 28 décembre 2020 | Oilers d'Edmonton      | 1 an             |
| Vladimir Tkachiov  | 29 mai 2021      | SKA Saint-Pétersbourg  | 1 an             |
| Helge Grans        | 4 juin 2021      | Malmö Redhawks         | 3 ans            |

#### Départs d'agent libre
| Joueur         | Date            | Franchise suivante                |
| -------------- | --------------- | --------------------------------- |
| Paul LaDue     | 11 octobre 2020 | Capitals de Washington            |
| Joakim Ryan    | 12 octobre 2020 | Hurricanes de la Caroline         |
| Sheldon Rempal | 16 octobre 2020 | Hurricanes de la Caroline         |
| Chaz Reddekopp | 12 janvier 2021 | Barracuda de San José             |
| Trevor Lewis   | 13 janvier 2021 | Jets de Winnipeg                  |
| Ben Hutton     | 15 janvier 2021 | Ducks d'Anaheim                   |
| Tim Schaller   | 22 janvier 2021 | Penguins de Wilkes-Barre/Scranton |
| Cole Kehler    | 24 janvier 2021 | Moose du Manitoba                 |

#### Prolongations de contrat
| Joueur            | Date            | Durée du contrat |
| ----------------- | --------------- | ---------------- |
| Matthew Luff      | 5 octobre 2020  | 1 an             |
| Michael Eyssimont | 5 octobre 2020  | 1 an             |
| Austin Strand     | 13 octobre 2020 | 1 an             |
| Bokondji Imama    | 16 octobre 2020 | 1 an             |
| Matthew Roy       | 21 mars 2021    | 3 ans            |
| Alex Iafallo      | 12 avril 2021   | 4 ans            |
| Blake Lizotte     | 25 juin 2021    | 1 an             |
| Christian Wolanin | 6 juillet 2021  | 1 an             |

#### Réclamé au ballotage
| Joueur         | Date           | Ancienne franchise |
| -------------- | -------------- | ------------------ |
| Troy Grosenick | 6 février 2021 | Oilers d'Edmonton  |

#### Départ au ballotage
| Joueur         | Date            | Franchise suivante |
| -------------- | --------------- | ------------------ |
| Troy Grosenick | 16 janvier 2021 | Oilers d'Edmonton  |

### Joueurs repêchés
Les Kings possèdent le 2e choix lors du repêchage de 2020 se déroulant virtuellement. Ils sélectionnent au premier tour Quinton Byfield, centre des Wolves de Sudbury de la  Ligue de hockey de l'Ontario. La liste des joueurs repêchés en 2020 par les est la suivante :
| Tour | Choix | Nom                | Poste          | Nationalité | Équipe précédente                 |
| ---- | ----- | ------------------ | -------------- | ----------- | --------------------------------- |
| 1    | 2     | Quinton Byfield    | Centre         | Canada      | Wolves de Sudbury (LHO)           |
| 2    | 35    | Helge Grans        | Défenseur      | Suède       | Malmö Redhawks (SHL)              |
| 2    | 45    | Brock Faber        | Défenseur      | États-Unis  | USNTDP U18 (USHL)                 |
| 3    | 66    | Kasper Simontaival | Ailier droit   | Finlande    | Tappara Jr. (Jr. A liiga)         |
| 3    | 83    | Alex Laferriere    | Ailier droit   | États-Unis  | Buccaneers de Des Moines (USHL)   |
| 4    | 112   | Juho Markkanen     | Gardien de but | Finlande    | Imatran Ketterä (Mestis)          |
| 5    | 128   | Martin Chromiak    | Ailier droit   | Slovaquie   | Frontenacs de Kingston (LHO)      |
| 5    | 140   | Ben Meehan         | Défenseur      | États-Unis  | River Hawks d'UMass-Lowell (NCAA) |
| 7    | 190   | Aatu Jamsen        | Ailier gauche  | Finlande    | Pelicans Lahti Jr. (Jr. A liiga)  |

Les Kings ont également cédé deux de leurs choix d'origine :
- le 97e, un choix de quatrième tour acquis par les Red Wings de Détroit lors d'un échange le 7 octobre 2020 en compagnie d'un choix de deuxième tour en 2020 (51e au total), en retour d’un choix de deuxième tour en 2020 (45e au total)[29].
- le 159e, un choix de sixième tour acquis par les Hurricanes de la Carolinelors d'un échange le 7 octobre 2020 en compagnie d'un choix de septième tour en 2021, en retour d’un choix de cinquième tour en 2020 (140e au total)[32].

## Composition de l'équipe
L'équipe 2020-2021 des Kings est entraînée au départ par Todd McLellan, assisté de William Ranford, Marco Sturm et Trent Yawney ; le directeur général de la franchise est Robert Blake.
Les joueurs utilisés depuis le début de la saison sont inscrits dans le tableau ci-dessous. Les buts des séances de tir de fusillade ne sont pas comptés dans ces statistiques. Certains des joueurs ont également joué des matchs avec l'équipe associée aux Kings : les Reign d'Ontario, franchise de la Ligue américaine de hockey.
En raison de la pandémie, la ligue met en place un encadrement élargis appelé Taxi-squad. Il s'agit de joueurs se tenant à disposition avec l'équipe prêt à remplacer un joueur qui serait tester positif à la COVID-19. Douze parmi eux n'ont disputé aucune rencontre avec les Kings, il s'agit de Daniel Brickley, d’Aidan Dudas, de Sean Durzi, de Michael Eyssimont, de Samuel Fagemo, de Cole Hults, de Bokondji Imama, de Jacob Ingham, de Tyler Madden, de Markus Philips, d’Akil Thomas et de Matthew Villalta.
| No | Nationalité | Joueur         | PJ | V  | D  | DP | Min   | BC | BL | Moy  | %Arr | A | Pun | Commentaire |
| -- | ----------- | -------------- | -- | -- | -- | -- | ----- | -- | -- | ---- | ---- | - | --- | ----------- |
| 1  | États-Unis  | Troy Grosenick | 2  | 1  | 1  | 0  | 120   | 6  | 0  | 3,00 | 92,2 | 0 | 0   |             |
| 32 | États-Unis  | Jonathan Quick | 22 | 11 | 9  | 2  | 1 219 | 58 | 2  | 2,86 | 89,8 | 0 | 0   |             |
| 40 | États-Unis  | Cal Petersen   | 35 | 9  | 18 | 5  | 2 016 | 97 | 0  | 2,89 | 91,1 | 1 | 0   |             |

| No | Nationalité | Joueur            | PJ | B | A  | Pts | Pun | Commentaire                                      |
| -- | ----------- | ----------------- | -- | - | -- | --- | --- | ------------------------------------------------ |
| 3  | États-Unis  | Matthew Roy       | 44 | 2 | 8  | 10  | 8   |                                                  |
| 5  | États-Unis  | Mark Alt          | 2  | 0 | 0  | 0   | 2   |                                                  |
| 6  | Finlande    | Olli Määttä       | 41 | 0 | 4  | 4   | 6   |                                                  |
| 8  | Canada      | Drew Doughty      | 56 | 8 | 26 | 34  | 26  | assistant capitaine                              |
| 21 | Canada      | Christian Wolanin | 3  | 0 | 0  | 0   | 2   | A commencé la saison avec les Sénateurs d'Ottawa |
| 26 | Canada      | Sean Walker       | 47 | 5 | 13 | 18  | 18  |                                                  |
| 33 | Suède       | Tobias Björnfot   | 33 | 1 | 5  | 6   | 14  |                                                  |
| 44 | États-Unis  | Mikey Anderson    | 54 | 1 | 10 | 11  | 30  |                                                  |
| 56 | Canada      | Kurtis MacDermid  | 28 | 2 | 2  | 4   | 36  |                                                  |
| 58 | Canada      | Kale Clague       | 18 | 0 | 6  | 6   | 4   |                                                  |
| 71 | Canada      | Austin Strand     | 13 | 0 | 1  | 1   | 8   |                                                  |

| No | Nationalité        | Joueur               | Poste | PJ | B  | A  | Pts | Pun | Commentaire                                       |
| -- | ------------------ | -------------------- | ----- | -- | -- | -- | --- | --- | ------------------------------------------------- |
| 9  | Suède              | Adrian Kempe         | C     | 56 | 14 | 15 | 29  | 28  |                                                   |
| 10 | Canada             | Michael Amadio       | C     | 20 | 0  | 2  | 2   | 2   | A fini la saison avec les Sénateurs d'Ottawa      |
| 11 | Slovénie           | Anže Kopitar         | C     | 56 | 13 | 37 | 50  | 10  | capitaine de l'équipe                             |
| 12 | États-Unis         | Trevor Moore         | C     | 56 | 10 | 13 | 23  | 18  |                                                   |
| 13 | Canada             | Gabriel Vilardi      | C     | 54 | 10 | 13 | 23  | 6   |                                                   |
| 19 | États-Unis         | Alex Iafallo         | AG    | 55 | 13 | 17 | 30  | 4   |                                                   |
| 22 | Canada             | Andreas Athanasiou   | C     | 47 | 10 | 13 | 23  | 27  |                                                   |
| 23 | États-Unis         | Dustin Brown         | AD    | 49 | 17 | 14 | 31  | 18  | assistant capitaine                               |
| 24 | Suède              | Lias Andersson       | C     | 23 | 3  | 3  | 6   | 12  |                                                   |
| 27 | Canada             | Austin Wagner        | AG    | 44 | 4  | 4  | 8   | 15  |                                                   |
| 28 | Canada             | Jaret Anderson-Dolan | C     | 34 | 7  | 4  | 11  | 6   |                                                   |
| 29 | République tchèque | Martin Frk           | AD    | 1  | 0  | 0  | 0   | 0   |                                                   |
| 34 | États-Unis         | Arthur Kaliyev       | AD    | 1  | 1  | 0  | 1   | 0   |                                                   |
| 43 | États-Unis         | Drake Rymsha         | C     | 1  | 0  | 0  | 0   | 0   |                                                   |
| 46 | États-Unis         | Blake Lizotte        | C     | 41 | 3  | 7  | 10  | 16  |                                                   |
| 48 | États-Unis         | Brendan Lemieux      | AG    | 18 | 2  | 2  | 4   | 14  | A commencé la saison avec les Rangers de New York |
| 55 | Canada             | Quinton Byfield      | C     | 6  | 0  | 1  | 1   | 2   |                                                   |
| 64 | Canada             | Matt Luff            | AD    | 13 | 1  | 0  | 1   | 5   |                                                   |
| 77 | Canada             | Jeffrey Carter       | C     | 40 | 8  | 11 | 19  | 22  | A fini la saison avec les Penguins de Pittsburgh  |
| 89 | Finlande           | Rasmus Kupari        | C     | 7  | 1  | 0  | 1   | 2   |                                                   |
| 91 | Suède              | Carl Grundström      | AD    | 47 | 6  | 5  | 11  | 16  | -                                                 |

## Saison régulière

### Match après match
Cette section présente les résultats de la saison régulière qui s'est déroulée du 13 janvier au 12 mai. Le calendrier de cette dernière est annoncé par la ligue le 23 décembre 2020.
Nota : les résultats sont indiqués dans la boîte déroulante ci-dessous afin de ne pas surcharger l'affichage de la page. La colonne « Fiche » indique à chaque match le parcours de l'équipe au niveau des victoires, défaites et défaites en prolongation ou lors de la séance de tir de fusillade (dans l'ordre). La colonne « Pts » indique les points récoltés par l'équipe au cours de la saison. Une victoire rapporte deux points et une défaite en prolongation, un seul.
| No | Date       | Adversaire     | Lieu        | Score    | Buteur(s) des Hurricanes | Fiche   | Pts | Gardien de but | Patinoire          | Résumé     |
| -- | ---------- | -------------- | ----------- | -------- | --- | ------- | --- | -------------- | ------------------ | ---------- |
| 1  | 14 janvier | Wild           | Los Angeles | 4-3 (P)  | Carter (Kopitar) Athanasiou (Carter - Roy) Brown (Iafallo - Kopitar) | 0-0-1   | 1   | Quick          | Staples Center     | [ fdm 1 ]  |
| 2  | 16 janvier | Wild           | Los Angeles | 4-3 (P)  | Vilardi (Wagner - MacDermid) Lizotte (Doughty - Carter) Athanasiou (Carter)                                                                                                 | 0-0-2   | 2   | Quick          | Staples Center     | [ fdm 2 ]  |
| 3  | 19 janvier | Avalanche      | Los Angeles | 3-2      | Athanasiou (Kopitar - Andersson) Kempe (Brown - Kopitar) | 0-1-2   | 2   | Petersen       | Staples Center     | [ fdm 3 ]  |
| 4  | 21 janvier | Avalanche      | Los Angeles | 2-4      | Doughty (Kopitar - Carter) Vilardi (Walker - Athanasiou) Kempe (Kopitar - Iafallo) Lizotte (Moore)                                                                          | 1-1-2   | 4   | Quick          | Staples Center     | [ fdm 4 ]  |
| 5  | 23 janvier | Blues          | Saint-Louis | 2-4      | Kempe (Iafallo - Roy) Brown (Kopitar - Doughty) | 1-2-2   | 4   | Petersen       | Enterprise Center  | [ fdm 5 ]  |
| 6  | 24 janvier | Blues          | Saint-Louis | 6-3      | Iafallo (Kempe - Kopitar) Grundstrom (Moore) Vilardi (Brown) Kopitar (Kempe - Clague) Andersson (Kopitar - Roy) Doughty                                                     | 2-2-2   | 6   | Quick          | Enterprise Center  | [ fdm 6 ]  |
| 7  | 26 janvier | Wild           | Saint Paul  | 2-1      | MacDermid (Athanasiou - Carter) Grundstrom (Moore - Walker) | 3-2-2   | 8   | Petersen       | Xcel Energy Center | [ fdm 7 ]  |
| 8  | 28 janvier | Wild           | Saint Paul  | 3-5      | Brown (Kopitar - Doughty) Doughty (Kopitar - Amadio) Iafallo (Brown - Clague)                                                                                               | 3-3-2   | 8   | Quick          | Xcel Energy Center | [ fdm 8 ]  |
| 9  | 2 février  | Ducks          | Los Angeles | 3-1      | Kaliyev (Amadio - Doughty) | 3-4-2   | 8   | Petersen       | Staples Center     | [ fdm 9 ]  |
| 10 | 5 février  | Golden Knights | Las Vegas   | 2-5      | Wagner (Brown - Maatta) Brown (Kopitar - Kempe) | 3-5-2   | 8   | Quick          | T-Mobile Arena     | [ fdm 10 ] |
| 11 | 7 février  | Golden Knights | Las Vegas   | 3-4      | Kopitar (Iafallo - Anderson) Kempe (Vilardi - Clague) Anderson-Dolan (Moore - Wagner)                                                                                       | 3-6-2   | 8   | Petersen       | T-Mobile Arena     | [ fdm 11 ] |
| 12 | 9 février  | Sharks         | Los Angeles | 4-3 (TF) | Kopitar (Iafallo - Brown) · Brown (Kempe - Doughty) · Brown (Iafallo) · TF : Kopitar - Andersson - Vilardi                                                                  | 3-6-3   | 9   | Petersen       | Staples Center     | [ fdm 12 ] |
| 13 | 11 février | Sharks         | Los Angeles | 2-6      | Kopitar (Doughty - Brown) Grundstrom (Andersson-Dolan - Strand) Wagner (Bjornfot) Andersson-Dolan (Moore - Grundstrom) Iafallo (Kempe - Doughty) Carter (Kopitar - Doughty) | 4-6-3   | 11  | Petersen       | Staples Center     | [ fdm 13 ] |
| 14 | 16 février | Wild           | Los Angeles | 0-4      | Anderson-Dolan (Carter - Vilardi) Moore (Anderson-Dolan) Brown (Kopitar - Anderson) Doughty                                                                                 | 5-6-3   | 13  | Quick          | Staples Center     | [ fdm 14 ] |
| 15 | 18 février | Coyotes        | Glendale    | 3-2 (TF) | Brown (Kopitar - Iafallo) · Carter (Doughty - Vilardi) · TF : Grundstrom - Kopitar - Kempe - Vilardi                                                                        | 6-6-3   | 15  | Quick          | Gila River Arena   | [ fdm 15 ] |
| 16 | 20 février | Coyotes        | Glendale    | 4-2      | Iafallo (Kempe - Kopitar) Moore (Anderson - Doughty) | 7-6-3   | 17  | Petersen       | Gila River Arena   | [ fdm 16 ] |
| 17 | 22 février | Blues          | Saint-Louis | 3-0      | Vilardi (Carter - Grundstrom) Brown | 8-6-3   | 19  | Quick          | Enterprise Center  | [ fdm 17 ] |
| 18 | 24 février | Blues          | Saint-Louis | 2-1      | Brown (Iafallo) Athanasiou (Wagner - MacDermid) | 9-6-3   | 21  | Petersen       | Enterprise Center  | [ fdm 18 ] |
| 19 | 26 février | Wild           | Saint Paul  | 1-3      | Carter (Athanasiou - Vilardi) | 9-7-3   | 21  | Quick          | Xcel Energy Center | [ fdm 19 ] |
| 20 | 27 février | Wild           | Saint Paul  | 3-4 (P)  | Doughty (Kempe - Kopitar) Wagner Kempe (Doughty - Kopitar) | 9-7-4   | 22  | Petersen       | Xcel Energy Center | [ fdm 20 ] |
| 21 | 3 mars     | Coyotes        | Los Angeles | 3-2      | Doughty (Kempe - Kopitar) Vilardi (Anderson - Athanasiou) | 9-8-4   | 22  | Quick          | Staples Center     | [ fdm 21 ] |
| 22 | 5 mars     | Blues          | Los Angeles | 3-2 (P)  | Carter (Athanasiou - Bjornfot) Brown (Kopitar) | 9-8-5   | 23  | Petersen       | Staples Center     | [ fdm 22 ] |
| 23 | 6 mars     | Blues          | Los Angeles | 3-4 (P)  | Kopitar (Iafallo - Anderson) Kopitar (Iafallo - Doughty) Luff (Kopitar - Roy) Kempe (Vilardi - Walker)                                                                      | 10-8-5  | 25  | Quick          | Staples Center     | [ fdm 23 ] |
| 24 | 8 mars     | Ducks          | Anaheim     | 5-6 (P)  | Kempe (Lizotte - Moore) Brown (Kopitar - Grundstrom) Kempe (Kopitar -Doughty) Athanasiou Kempe (Doughty - Roy)                                                              | 10-8-6  | 26  | Petersen       | Honda Center       | [ fdm 24 ] |
| 25 | 10 mars    | Ducks          | Anaheim     | 5-1      | Kempe Kopitar (Doughty - Roy) Kempe (Moore - Lizotte) Athanasiou (Carter - Vilardi) Iafallo                                                                                 | 11-8-6  | 28  | Grosenick      | Honda Center       | [ fdm 25 ] |
| 26 | 12 mars    | Avalanche      | Denver      | 0-2      | | 11-9-6  | 28  | Petersen       | Ball Arena         | [ fdm 26 ] |
| 27 | 14 mars    | Avalanche      | Denver      | 1-4      | MacDermid (Kopitar - Iafallo) | 11-10-6 | 28  | Petersen       | Ball Arena         | [ fdm 27 ] |
| 28 | 17 mars    | Blues          | Los Angeles | 1-4      | Doughty (Kopitar - Iafallo) Grundstrom (Moore - Anderson-Dolan) Kopitar (Petersen - Doughty)                                                                                | 12-10-6 | 30  | Petersen       | Staples Center     | [ fdm 28 ] |
| 29 | 19 mars    | Golden Knights | Los Angeles | 4-2      | Iafallo (Kopitar - Doughty) Moore (Roy - Bjornfot) | 12-11-6 | 30  | Quick          | Staples Center     | [ fdm 29 ] |
| 30 | 21 mars    | Golden Knights | Los Angeles | 1-3      | Walker (Kopitar - Moore) Brown (Iafallo - Kopitar) Carter (Athanasiou - Walker)                                                                                             | 13-11-6 | 32  | Petersen       | Staples Center     | [ fdm 30 ] |
| 31 | 22 mars    | Sharks         | San José    | 1-2      | Roy (Wagner - Vilardi) | 13-12-6 | 32  | Quick          | SAP Center         | [ fdm 31 ] |
| 32 | 24 mars    | Sharks         | San José    | 2-4      | Iafallo (Brown - Doughty) Kempe (Doughty - Vilardi) | 13-13-6 | 32  | Petersen       | SAP Center         | [ fdm 32 ] |
| 33 | 29 mars    | Golden Knights | Las Vegas   | 1-4      | Roy (Vilardi - Carrier) | 13-14-6 | 32  | Quick          | T-Mobile Arena     | [ fdm 33 ] |
| 34 | 31 mars    | Golden Knights | Las Vegas   | 4-2      | Athanasiou (Walker) Andersson (Bjornfot) Andersson-Dolan (Athanasiou) Iafallo (Anderson - Kopitar)                                                                          | 14-14-6 | 34  | Petersen       | T-Mobile Arena     | [ fdm 34 ] |
| 35 | 2 avril    | Sharks         | Los Angeles | 3-0      | | 14-15-6 | 34  | Petersen       | Staples Center     | [ fdm 35 ] |
| 36 | 3 avril    | Sharks         | Los Angeles | 3-2      | Brown (Kopitar - Iafallo) Moore | 14-16-6 | 34  | Quick          | Staples Center     | [ fdm 36 ] |
| 37 | 5 avril    | Coyotes        | Los Angeles | 5-2      | Doughty (Kempe - Kopitar) Athanasiou (Clague - Lizotte) | 14-17-6 | 34  | Petersen       | Staples Center     | [ fdm 37 ] |
| 38 | 7 avril    | Coyotes        | Los Angeles | 3-4      | Anderson-Dolan (Moore - Clague) Kempe (Clague - Walker) Carter (Doughty - Lizotte) Grundstrom (Moore - Doughty)                                                             | 15-17-6 | 36  | Quick          | Staples Center     | [ fdm 38 ] |
| 39 | 9 avril    | Sharks         | San José    | 2-5      | Iafallo (Brown . Kopitar) Anderson-Dolan | 15-18-6 | 36  | Petersen       | SAP Center         | [ fdm 39 ] |
| 40 | 10 avril   | Sharks         | San José    | 4-2      | Carter (Athanasiou - Anderson) Athanasiou (Carter - Maatta) Iafallo (Kopitar - Brown) Brown (Doughty)                                                                       | 16-18-6 | 38  | Quick          | SAP Center         | [ fdm 40 ] |
| 41 | 12 avril   | Golden Knights | Los Angeles | 4-2      | Wagner (Lemieux - Lizotte) Kopitar (Brown - Iafallo) | 16-19-6 | 38  | Petersen       | Staples Center     | [ fdm 41 ] |
| 42 | 14 avril   | Golden Knights | Los Angeles | 6-2      | Moore (Kempe) | 16-20-6 | 38  | Quick          | Staples Center     | [ fdm 42 ] |
| 43 | 20 avril   | Ducks          | Los Angeles | 1-4      | Grundstrom (Athanasiou - Lizotte) Kopitar (Doughty - Brown) Athanasiou (Maatta - Lizotte) Lizotte (Grundstrom - Athanasiou)                                                 | 17-20-6 | 40  | Petersen       | Staples Center     | [ fdm 43 ] |
| 44 | 23 avril   | Wild           | Los Angeles | 4-2      | Moore (Vilardi - Walker) Kopitar (Doughty - Bjornfot) | 17-21-6 | 40  | Petersen       | Staples Center     | [ fdm 44 ] |
| 45 | 24 avril   | Coyotes        | Los Angeles | 4-0      | | 17-22-6 | 40  | Petersen       | Staples Center     | [ fdm 45 ] |
| 46 | 26 avril   | Ducks          | Los Angeles | 1-4      | Walker (Brown - Kopitar) Anderson (Athanasiou - Lemieux) Brown Moore (Kempe)                                                                                                | 18-22-6 | 42  | Quick          | Staples Center     | [ fdm 46 ] |
| 47 | 28 avril   | Ducks          | Los Angeles | 3-2      | Vilardi (Moore - Kempe) Kempe (Anderson - Roy) | 18-23-6 | 42  | Petersen       | Staples Center     | [ fdm 47 ] |
| 48 | 30 avril   | Ducks          | Anaheim     | 2-1      | Andersson (Vilardi - Moore) Kopitar (Brown - Anderson) | 19-23-6 | 44  | Quick          | Honda Center       | [ fdm 48 ] |
| 49 | 1er mai    | Ducks          | Anaheim     | 2-6      | Lemieux (Walker) Bjornfot (Kempe - Athanasiou) | 19-24-6 | 44  | Petersen       | Honda Center       | [ fdm 49 ] |
| 50 | 3 mai      | Coyotes        | Glendale    | 3-2      | Moore Kopitar (Kempe - Brown) Iafallo (Doughty - Kopitar) | 20-24-6 | 46  | Quick          | Gila River Arena   | [ fdm 50 ] |
| 51 | 5 mai      | Coyotes        | Glendale    | 4-2      | Vilardi (Iafallo - Walker) Anderson-Dolan (Athanasiou - Byfield) Vilardi (Andersson - Walker) Walker (Vilardi)                                                              | 21-24-6 | 48  | Petersen       | Gila River Arena   | [ fdm 51 ] |
| 52 | 7 mai      | Avalanche      | Los Angeles | 3-2      | Lemieux (Grundstrom - Walker) Vilardi (Andersson) | 21-25-6 | 48  | Petersen       | Staples Center     | [ fdm 52 ] |
| 53 | 8 mai      | Avalanche      | Los Angeles | 3-2      | Walker (Vilardi - Iafallo) Kupari (Andersson - Walker) | 21-26-6 | 48  | Petersen       | Staples Center     | [ fdm 53 ] |
| 54 | 10 mai     | Blues          | Los Angeles | 2-1 (P)  | Iafallo (Vilardi - Maatta) | 21-26-7 | 49  | Petersen       | Staples Center     | [ fdm 54 ] |
| 55 | 12 mai     | Avalanche      | Denver      | 0-6      | | 21-27-7 | 49  | Petersen       | Ball Arena         | [ fdm 55 ] |
| 56 | 13 mai     | Avalanche      | Denver      | 1-5      | Walker | 21-28-7 | 49  | Grosenick      | Ball Arena         | [ fdm 56 ] |

### Classement de l'équipe
L'équipe des Kings finit à la sixième place de la division Ouest Honda et ne se qualifient pour les Séries éliminatoires, L'Avalanche est sacré champion de la division. Au niveau de la Ligue nationale de hockey, cela les place à la vingt-deuxième place, les premiers étant l'Avalanche du Colorado avec huitante-deux points.
| Clt   | Équipe                  | PJ | V  | D  | DP | BP  | BC  | Pts |
| ----- | ----------------------- | -- | -- | -- | -- | --- | --- | --- |
| +001, | Avalanche du Colorado   | 56 | 39 | 13 | 4  | 197 | 133 | 82  |
| +002, | Golden Knights de Vegas | 56 | 40 | 14 | 2  | 191 | 124 | 82  |
| +003, | Wild du Minnesota       | 56 | 35 | 16 | 5  | 181 | 160 | 75  |
| +004, | Blues de Saint-Louis    | 56 | 27 | 20 | 9  | 169 | 170 | 63  |
| +005, | Coyotes de l'Arizona    | 56 | 24 | 26 | 6  | 153 | 176 | 54  |
| +006, | Kings de Los Angeles    | 56 | 21 | 28 | 7  | 143 | 170 | 49  |
| +007, | Sharks de San José      | 56 | 21 | 28 | 7  | 151 | 199 | 49  |
| +008, | Ducks d'Anaheim         | 56 | 17 | 30 | 9  | 126 | 179 | 43  |

- En gras : champion de la saison régulière
- En italique : qualifié pour les séries éliminatoires

Avec cent-quarante-trois buts inscrits, les Kings possèdent la vingt-septième attaque de la ligue, les meilleures étant l'Avalanche du Colorado avec cent-nonante-sept buts et les moins performants étant les Ducks d'Anaheim avec cent-vingt-six buts. Au niveau défensif, les Kings accordent cent-septante buts, soit une vingtième place pour la ligue, les Golden Knights de Vegas est l'équipe qui a concédé le moins de buts (cent-vingt-quatre) alors qu'au contraire, les Flyers de Philadelphie en accordent deux-cent-un buts.

### Meneurs de la saison
Dustin Brown est le joueur des Kings qui a inscrit le plus de buts (dix-sept), le classant à la 60e position au niveau de la ligue. Ce classement est remporté par Auston Matthews des Maple Leafs de Toronto avec quarante et une réalisations.
Le joueur comptabilisant le plus d'aides chez les Kings est Anze Kopitar avec trente-sept, ce qui le classe au 18e rang au niveau de la ligue. le meilleur étant Connor McDavid des Oilers d'Edmonton avec septante et une passes comptabilisées.
Anze Kopitar, obtenant un total de cinquante points est le joueur des Kings le mieux placé au classement par point, terminant à la 25e place au niveau de la ligue. Connor McDavid en comptabilise cent-quatre pour remporter ce classement.
Au niveau des défenseurs, Drew Doughty est le défenseur le plus prolifique de la saison avec un total de trente-quatre points, terminant à la 16e place au niveau de la ligue. Tyson Barrie des Oilers d'Edmonton est le défenseur comptabilisant le plus de points avec un total de quarante-huit.
Concernant les Gardien, Calvin Peterson accorde nonante-sept buts en deux-mille-seize minutes, pour un pourcentage d’arrêt de nonante et un, un et Jonathan Quick accorde cinquante-huit buts en mille-deux-cent-dix-neuf minutes, pour un pourcentage d'arrêt de huitante-neuf, huit.Jack Campbell est le gardien ayant accordé le moins de buts (quarante-trois) et Connor Hellebuyck le plus (cent-douze), Hellebuyck est également le gardien disputant le plus de minutes de jeu (deux-mille-six-cent-deux), Alexander Nedeljkovic est le gardien présentant le meilleur taux d’arrêts avec (nonante-trois, deux) et Carter Hart le pire (huitante-sept, sept.
À propos des recrues, Gabriel Vilardi comptabilise vingt-trois points, finissant à la 10e place au niveau de la ligue. Kirill Kaprizov du Wild du Minnesota est la recrue la plus prolifique avec un total de cinquante et un point.
Enfin, au niveau des pénalités, les Kings ont totalisé trois-cent-nonante-cinq minutes de pénalité dont trente-six minutes pour Kurtis MacDermid, ils sont la vingt-cinquième équipe la plus pénalisée de la saison. Le joueur le plus pénalisé de la ligue est Tom Wilson des Capitals de Washington avec nonante-six minutes et l'équipe la plus pénalisée est le Lightning de Tampa Bay.